# 天鹅座V1668
天鹅座V1668（V1668 Cygni）是一颗位于天鹅座的新星，1978年爆发。爆发时最亮视星等为6等。

## 天球坐标
- 赤经：21h 42m 35s.19
- 赤纬：+44° 01' 57".0